# Bounleut Saycocie
Bounleut Saycocie (Muang Hinboune, 1 september 1931 – 23 oktober 2014) was een Laotiaans politicus en kolonel. Hij volgde een militaire opleiding aan de Militaire Academie bij Parijs en later in Fort Leavenworth in Kansas (VS). In 1960 werd hij luitenant-kolonel en van 1960 tot 1962 was hij militair attaché in Washington. Vanaf 1964 was hij Staf Chef van het Speciale Kabinet van Militaire Zaken en chef logistiek van het koninklijk Laotiaans leger.
In februari 1965 pleegde hij samen met generaal Phoumi Nosavan een mislukte coup. Daarna vluchtte hij met Phoumi naar Thailand. In 1968 ging hij naar Frankrijk. In 1972 verleende hij en generaal Phoumi hun steun aan brigadegeneraal Thao Ma, die van plan was een coup te plegen, die echter niet van de grond kwam.
Sinds 1973 genoot hij asiel in de Verenigde Staten.